# Gowhar Gūsh
Gowhar Gūsh (persiska: گُوهَر گوشِ كاظِم آباد, گوهر گوش, Gowhar Gūsh-e Kāz̧emābād) är en ort i Iran.   Den ligger i provinsen Lorestan, i den västra delen av landet, 400 km sydväst om huvudstaden Teheran. Gowhar Gūsh ligger 1 773 meter över havet och antalet invånare är 149.
Terrängen runt Gowhar Gūsh är huvudsakligen kuperad, men norrut är den platt.Runt Gowhar Gūsh är det ganska tätbefolkat, med 56 invånare per kvadratkilometer. Närmaste större samhälle är Nūrābād, 12,2 km norr om Gowhar Gūsh. Trakten runt Gowhar Gūsh består till största delen av jordbruksmark.